# Hemispingus goeringi
Hemispingus goeringi là một loài chim trong họ Thraupidae.